# Alameda de Gregorio de la Revilla
La alameda de Gregorio de la Revilla es una calle ubicada en el centro de la villa de Bilbao. Se inicia en la Gran Vía de Don Diego López de Haro y finaliza en la calle Autonomía. En su transcurso resaltan las plazas Campuzano e Indautxu.